# Biscayne Park
Biscayne Park ist eine Gemeinde im Miami-Dade County im US-Bundesstaat Florida. Das U.S. Census Bureau hat bei der Volkszählung 2020 eine Einwohnerzahl von 3.117 ermittelt.

## Geographie
Biscayne Park liegt etwa drei Kilometer nördlich von Miami. Angrenzende Kommunen sind North Miami und Miami Shores.

### Klima
Das Klima ist mild und warm, mit einem leichten stetigen Wind von See. Statistisch regnet es in den Sommermonaten an durchschnittlich 45 % der Tage, wenn auch nur kurzfristig. Die höchsten Temperaturen sind im Mai bis Oktober, mit bis zu 33 °C. Die kältesten Monate von Dezember bis Februar mit durchschnittlich nur 12 °C. Schneefall ist in der Region nahezu unbekannt.

## Demographische Daten
Laut der Volkszählung 2010 verteilten sich die damaligen 3055 Einwohner auf 1324 Haushalte. Die Bevölkerungsdichte lag bei 1797,1 Einw./km². 72,4 % der Bevölkerung bezeichneten sich als Weiße, 17,6 % als Afroamerikaner, 0,2 % als Indianer und 3,3 % als Asian Americans. 2,9 % gaben die Angehörigkeit zu einer anderen Ethnie und 3,6 % zu mehreren Ethnien an. 35,2 % der Bevölkerung bestand aus Hispanics oder Latinos.
Im Jahr 2010 lebten in 34,0 % aller Haushalte Kinder unter 18 Jahren sowie 21,7 % aller Haushalte Personen mit mindestens 65 Jahren. 63,3 % der Haushalte waren Familienhaushalte (bestehend aus verheirateten Paaren mit oder ohne Nachkommen bzw. einem Elternteil mit Nachkomme). Die durchschnittliche Größe eines Haushalts lag bei 2,54 Personen und die durchschnittliche Familiengröße bei 3,11 Personen.
23,5 % der Bevölkerung waren jünger als 20 Jahre, 25,5 % waren 20 bis 39 Jahre alt, 34,3 % waren 40 bis 59 Jahre alt und 16,6 % waren mindestens 60 Jahre alt. Das mittlere Alter betrug 40 Jahre. 48,7 % der Bevölkerung waren männlich und 51,3 % weiblich.
Das durchschnittliche Jahreseinkommen lag bei 61.845 $, dabei lebten 9,6 % der Bevölkerung unter der Armutsgrenze.
Im Jahr 2000 war Englisch die Muttersprache von 59,59 % der Bevölkerung, spanisch sprachen 29,26 % und 11,15 % hatten eine andere Muttersprache.

## Wirtschaft
Eine nennenswerte Industrie gibt es nicht. Die hauptsächlichen Beschäftigungszweige sind: Ausbildung, Gesundheit und Soziales: (23,9 %), Handel / Einzelhandel: (12,1 %), Zukunftstechnologien, Management, Verwaltung: (11,3 %).

## Verkehr
Biscayne Park wird von der Florida State Road 915 durchquert. Die nächsten Flughäfen sind der Opa-locka Executive Airport (national, 10 km entfernt) und der Miami International Airport (20 km).

## Kriminalität
Die Kriminalitätsrate lag im Jahr 2010 mit 240 Punkten (US-Durchschnitt: 266 Punkte) im durchschnittlichen Bereich. Es gab vier Körperverletzungen, 63 Einbrüche, 36 Diebstähle und fünf Autodiebstähle.